# Криштанці
Криштанці (словен. Krištanci) — поселення в общині Лютомер, Помурський регіон, Словенія. Висота над рівнем моря: 179,1 м.